# 二號貝里希爾鎮區 (北卡羅萊納州梅克倫堡縣)
二號貝里希爾鎮區（英語：Township 2, Berryhill）是位於美國北卡羅萊納州梅克倫堡縣的一個鎮區。

## 地方資料
二號貝里希爾鎮區的面積為24.61平方千米，皆為陸地。根據2020年美國人口普查的數據，當地共有人口5075人，而人口密度為每平方千米206.22人。